# Vierländereck

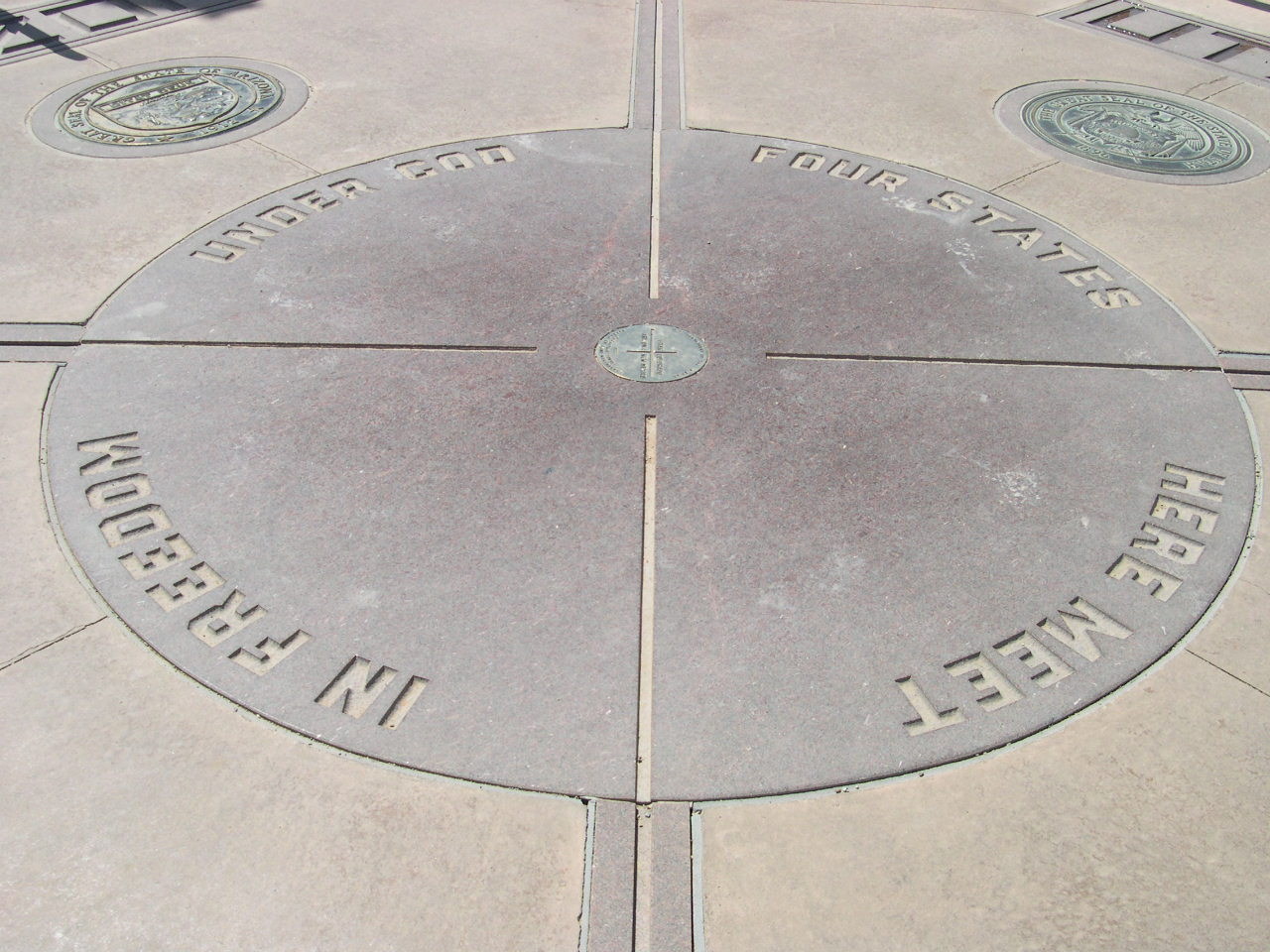
Four Corners Monument:
Vierländereck Arizona – Colorado – New Mexico – Utah

Als Vierländereck wird der geografische Grenzpunkt bezeichnet, an dem sich die Grenzen von vier benachbarten Staaten oder Ländern treffen. Es gibt derzeit weltweit kein echtes Vierländereck, an dem sich die Grenzen von vier unabhängigen Staaten treffen. Jedoch existieren einige solcher Grenzpunkte auf unterstaatlicher Ebene. Daneben gibt es einige Orte, wo zwei Dreiländerecke nahe beieinanderliegen und also vier Länder fast aneinanderstoßen, so dass man diese Punkte auf einer kleinmaßstäbigen Karte nur bei genauem Hinschauen von einem Vierländereck unterscheiden kann.
Vierländerecke sind in einigen Fällen durch geplante Grenzziehung entlang von Längen- und Breitenkreisen entstanden.

## Echte Vierländerecke

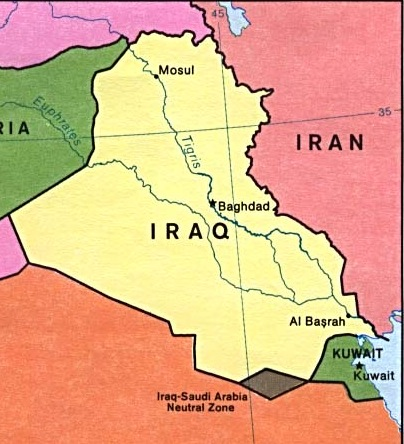
Vierländereck durch die Neutrale Zone zwischen Irak und Saudi-Arabien, 1990

Echte Vierländerecke existieren derzeit nur zwischen verschiedenen innerstaatlichen Territorien bzw. Verwaltungseinheiten ohne völkerrechtliche Souveränität. Zwischen Gliedstaaten, auch in Kombination mit souveränen Staaten an der Außengrenze, gibt es folgende Vierländerecke:
- Arizona (USA) – Colorado (USA) – New Mexico (USA) – Utah (USA); (siehe Four Corners Monument)
- Nunavut (Kanada) – Nordwest-Territorien (Kanada) – Manitoba (Kanada) – Saskatchewan (Kanada); (siehe Four Corners (Kanada))
- Niederlande – Deutschland – Deutschsprachige Gemeinschaft (Belgien) – Französische Gemeinschaft Belgiens (siehe Sonderfall Grenzpunkt Vaalserberg)

Ehemalige Vierländerecke
- Belgien – Neutral-Moresnet – Preußen – Niederlande (siehe Sonderfall Grenzpunkt Vaalserberg)
- Saudi-Arabien – Neutrale Zone – Kuwait – Irak (bis 1990)
- Britisch-Kamerun – Nigeria – Kamerun – Tschad (1960–1961)

## Sonderfall Grenzpunkt Vaalserberg
Das Dreiländereck Belgien – Deutschland – Niederlande auf dem Vaalserberg bei Aachen wird für die Zeit von 1839 bis 1919 bei Einbeziehung des damaligen neutralen Gebietes Neutral-Moresnet gelegentlich als Vierländereck bezeichnet. Heute ist es ein echtes Vierländereck auf Ebene der Gliedstaaten.
Als auf dem Wiener Kongress 1815 die Grenzen in Mitteleuropa neu geordnet wurden, konnte zwischen dem Königreich Preußen und dem neugebildeten Königreich der Vereinigten Niederlande keine Einigung über eine Zuteilung der Galmei-Gruben bei Aachen erzielt werden. So entstand an der preußisch-niederländischen Grenze südwestlich von Aachen ein kleines neutrales Gebiet, das etwa die Form eines schmalen, nach Norden spitz zulaufenden Dreiecks mit einer Länge von 5 km und einer maximalen Breite von 1,3 km hatte und rund 3,4 km² groß war. Am nördlichen und südlichen Ende dieses neutralen Gebietes mit dem Namen Neutral-Moresnet gab es jeweils einen Dreigrenzenpunkt zwischen den Niederlanden, Preußen und Neutral-Moresnet.
Als sich im Zuge der Belgischen Revolution von 1830 die südlichen Provinzen von den Vereinigten Niederlanden lösten und das neue Königreich Belgien bildeten, zweigte die neue Grenze zwischen den Niederlanden und Belgien zunächst etwas weiter nördlich von der Grenze zu Preußen ab, so dass nun Neutral-Moresnet ein neutrales Gebiet zwischen Belgien und Preußen war. 1839 trat Belgien die unmittelbar nördlich des neutralen Gebietes liegende Gemeinde Vaals an die Niederlande ab, und damit zweigte die belgisch-niederländische Grenze jetzt direkt am nördlichen Grenzpunkt von Neutral-Moresnet von der Grenze zu Preußen ab. So wurde dieser Punkt, auf dem Vaalserberg gelegen, zu einem Viergrenzenpunkt, an dem die drei Königreiche Belgien, Niederlande und Preußen sowie Neutral-Moresnet aneinanderstießen. 1871 trat an die Stelle von Preußen das Deutsche Kaiserreich.
Nach dem Ersten Weltkrieg wurde Neutral-Moresnet wie auch ein östlich davon liegender, bis dahin deutscher Gebietsstreifen durch den Friedensvertrag von Versailles von 1919 ohne Abstimmung dem belgischen Staat zugesprochen. Aus Neutral-Moresnet wurde die belgische Gemeinde Kelmis, und der Grenzpunkt auf dem Vaalserberg war von nun an nur noch ein einfaches Dreiländereck zwischen Belgien, den Niederlanden und Deutschland.
Der Grenzpunkt auf dem Vaalserberg, auf Niederländisch als Drielandenpunt bezeichnet, war zwar im geometrischen Sinn ein Grenzpunkt zwischen vier Territorien, aber kein echtes Vierländereck im staatsrechtlichen Sinn, da Neutral-Moresnet nach internationaler Rechtsauffassung kein selbständiger Staat war. Das Gebiet wurde immer gemeinsam von Belgien und Deutschland – beziehungsweise ihren Vorgängerstaaten – verwaltet; es hatte niemals eine Regierung, ein Parlament, geschweige denn ein Staatsoberhaupt. Am belgisch-preußischen Grenzstein des Dreiländerecks auf dem Vaalserberg wird durch Unterschiede in der Pflasterung das keilförmige „Zusammenlaufen“ der drei Staatsgrenzen veranschaulicht. Ein dezent unterschiedlich gepflasterter Keil auf der belgischen Seite weist noch heute auf das ehemalige Neutral-Moresnet hin.
Auf Ebene der Gliedstaaten ist jedoch der Grenzpunkt auf dem Vaalserberg auch heute wieder ein Punkt, an dem vier Gebiete zusammentreffen. Bei der föderativen Neugliederung Belgiens in drei nach Sprachen getrennte Gemeinschaften wurde die westliche Gemeindegrenze des deutschsprachigen Kelmis, die mit der Westgrenze des früheren Neutral-Moresnet identisch ist und nach wie vor auf das Dreiländereck auf dem Vaalserberg zuläuft, zum nördlichsten Abschnitt der Grenze zwischen der Französischen und der Deutschsprachigen Gemeinschaft. Somit ist das Dreiländereck auf dem Vaalserberg zugleich auf gliedstaatlicher Ebene ein Vierländereck zwischen der Deutschsprachigen und der Französischen Gemeinschaft Belgiens, den Niederlanden und dem deutschen Bundesland Nordrhein-Westfalen. Auf kommunaler Ebene stoßen hier die vier Gemeinden Kelmis (B), Plombières (B), Vaals (NL) und Aachen (D) zusammen.

## Exklaven mit Punktkontakt
Exklaven mit Punktkontakt grenzen in einem Vierländereck an das Kernland, an dem jedoch nur zwei oder drei Gebietskörperschaften beteiligt sind.
- Kanton Basel-Landschaft – Kanton Solothurn – Kanton Basel-Landschaft – Kanton Jura im Laufental

Gemeinden Liesberg (BL) – Kleinlützel (SO) – Roggenburg (BL) – Soyhières (JU)
- Kanton Bern – Kanton Solothurn – Kanton Bern – Kanton Jura bei Scheltenpass im Jura

Gemeinden Seehof BE (BE) – Aedermannsdorf (SO) – Schelten (BE) – Vermes (JU)
Beide „Vierkantonsecke“ sind mit der Abspaltung des Kantons Jura und des Laufentals vom Kanton Bern entstanden; die deutschsprachigen Gemeinden Schelten und Roggenburg traten nicht zum französischsprachigen Kanton Jura über; Schelten verblieb bei Bern, Roggenburg wechselte mit dem Übertritt des Laufentals zum Kanton Basel-Landschaft.
- Die österreichische Gemeinde Jungholz ist vollständig von Deutschland umgeben, auf dem Gipfel des Sorgschrofen laufen die Staatsgrenzen beider Länder kreuzförmig übereinander, so dass Jungholz an diesem Punkt die österreichische Gemeinde Schattwald berührt, dadurch ist Jungholz eine Exklave. Auf kommunaler Ebene berühren sich auf dem Sorgschrofengipfel punktuell vier Gemeinden (in Deutschland Bad Hindelang und Pfronten). Auf Staatenebene betrachtet wechseln sich beim Gang um diesen Punkt in vier Sektoren die beteiligten 2 Staaten ab.

## Fünf- (und Mehr-)Ländereck
Ein noch seltenerer Sonderfall ist ein Fünfländereck. Es kommt praktisch nur auf kommunaler Ebene vor:

### Deutschland
- Im Landkreis Breisgau-Hochschwarzwald treffen am Hohebannstein die fünf Gemeinden Bollschweil, Ebringen, Ehrenkirchen, Pfaffenweiler und Schallstadt in einem Punkt zusammen.
- Im Landkreis Lörrach gibt der „Siebenbannstein“ ein Beispiel für das Zusammentreffen von sieben teils historischen Gemarkungen.[1]
- Im Main-Tauber-Kreis trafen am sogenannten Wetterkreuz einst die Gemarkungen von fünf Altgemeinden aufeinander (Distelhausen, Dittigheim, Dittwar, Lauda und Oberlauda), deren Ortswappen darauf abgebildet sind.[2] Nach der Gebietsreform in Baden-Württemberg sind die angrenzenden Altgemeinden teils nurmehr Ortsteile und Dittigheim ist nicht mehr unmittelbarer Anlieger.[3]
- In der Pfalz treffen die fünf Ortsgemeinden Schweisweiler und Höringen (Verbandsgemeinde Winnweiler) sowie Gehrweiler, Gundersweiler und Imsweiler (Verbandsgemeinde Nordpfälzer Land) in einem Punkt zusammen. Ebenfalls in der Pfalz treffen im Landkreis Kaiserslautern am „Fünfeckstein“ die Gemarkungen von Kottweiler-Schwanden, Mackenbach, Miesenbach, Reichenbach-Steegen und Schwedelbach aufeinander.[4]
- Bis zu Eingemeindungen im Jahr 2019 trafen sich am Großen Dreiherrenstein am Rennsteig im Thüringer Wald die Gebiete der fünf Gemeinden Stützerbach, Ilmenau, Neustadt am Rennsteig, Schleusegrund und Frauenwald. Seinen Namen erhielt der Punkt von einem früheren Dreiländereck, zunächst zwischen Henneberg, Schwarzburg und ernestinischem Sachsen und zuletzt (bis zur Gründung Thüringens 1920) zwischen Sachsen-Weimar-Eisenach, Schwarzburg-Sondershausen und Preußen.

### Schweiz
Als besondere Kuriosität zählt der Siebenzwingstein, ein Grenzpunkt im Kanton Aargau in der Schweiz. Hier trafen früher sieben Gemeinden, Bezirke beziehungsweise Zwinge zusammen.

Gemeinden im Parco dell’Etna

### Italien
Auf Sizilien stoßen 10 Gemeinden in einem Punkt auf der Spitze des Vulkans Ätna aneinander. Die Gemeinden sind Adrano, Biancavilla, Belpasso, Bronte (von zwei Seiten), Castiglione di Sicilia, Maletto, Nicolosi, Randazzo, Sant’Alfio und Zafferana Etnea.

### USA
In einem Punkt im westlichen Okeechobeesee im US-Bundesstaat Florida treffen sich die Grenzen von fünf Countys: Okeechobee County, Martin County, Palm Beach County, Hendry County und Glades County.

### Sonstige
Bezüglich der fünf Parishes der Insel Nevis ist der Nevis Peak ein Fünfländereck auf kommunaler Ebene. Auf der Insel Niue mit insgesamt 14 Gemeinden stoßen in einem Punkt vier und in einem Punkt fünf Gemeinden aneinander.

## Vier- und Mehrländerecke in Literatur und Film
In der Episode Bob von nebenan der Simpsons entführt Tingeltangel-Bob Bart Simpson, um diesen am „five state corner“ zu töten. Er glaubt dadurch, dass der Mord dann außerhalb der Zuständigkeit jedweder Polizei begangen wird. Doch Bart vereitelt dessen Plan und schindet Zeit, bis Chief Wiggum mit Eddie und Lou sowie Polizeitrupps der anderen vier Staaten eintreffen, um Bob gemeinsam zu verhaften, was im Zuständigkeitsbereich des fünften Bundesstaates auch gelingt.
In der Episode Der unheimliche Vergnügungspark stehen die fünf Simpsons auf einem Fünfländereck, das sich (als Nachbildung) in dem Vergnügungspark Itchy-and-Scratchy-Land befindet. Die Darstellung erinnert sehr stark an das Four Corners Monument, allerdings mit fünf Ecken. In der kurzen Szene fragt Lisa: „Haben wir jetzt nicht lange genug in fünf Staaten gestanden?“ Homer: „Nein!“
In der Serie Breaking Bad, Staffel 4, Episode 6 In die Ecke getrieben, welche hauptsächlich in New Mexico spielt, besucht Walters Frau Skyler White das Four Corners Monument und wirft eine Münze auf die Messingscheibe, um eine Entscheidung zu treffen.

## Dreiländerecke in geringem Abstand
Es gibt einige Fälle, in denen zwei Dreiländerecke sehr nahe beieinander liegen, so dass sie auf einer kleinmaßstäbigen Karte wie ein Vierländereck aussehen. Die beiden einander nächstgelegenen Dreiländerecke zwischen unabhängigen Staaten finden sich in Afrika.

### Unabhängige Staaten

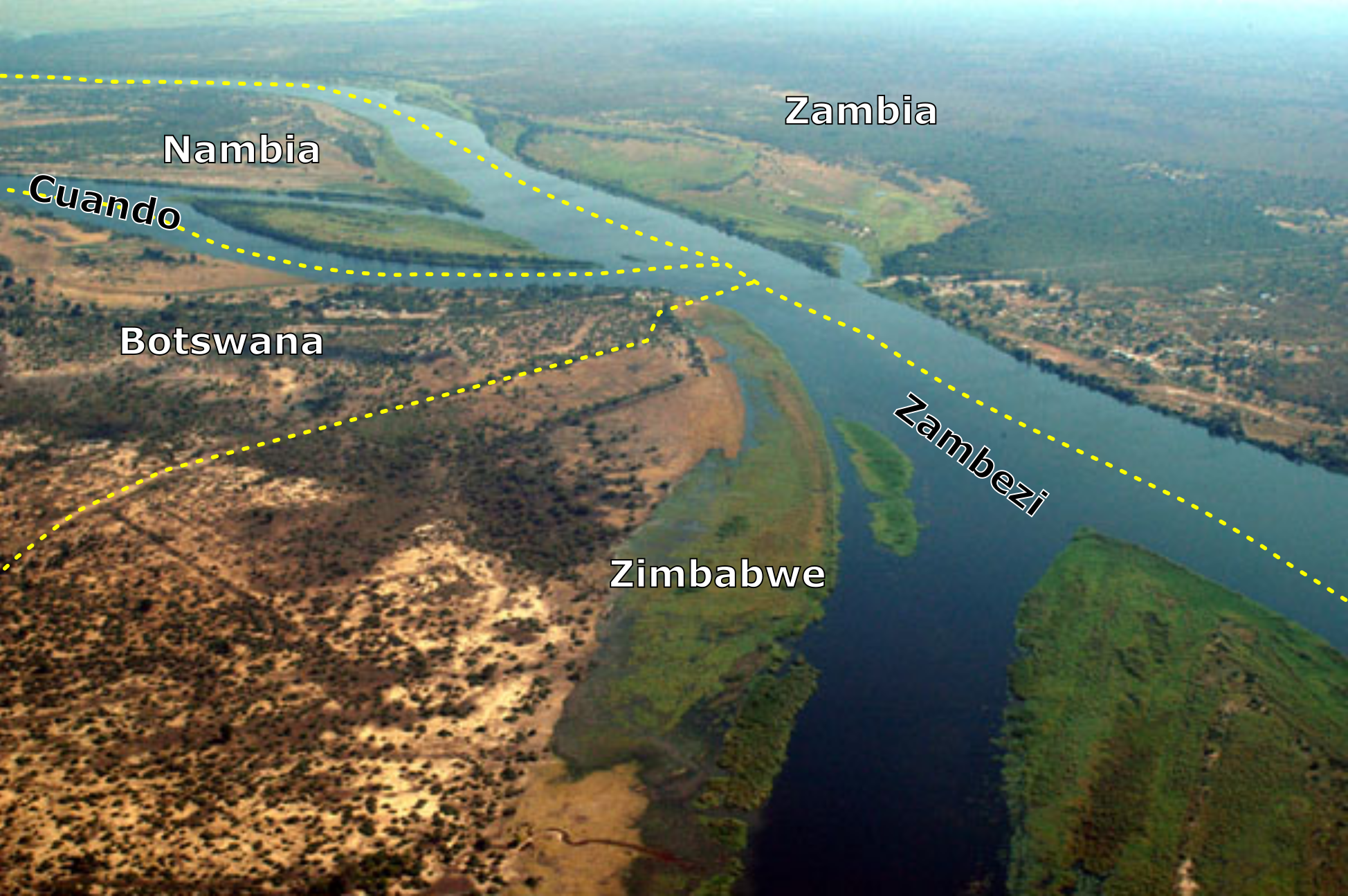
Das „Vierländereck“ am Sambesi vor dem Bau der Kazungula Bridge

- An der Stelle des Zusammenflusses der Ströme Cuando und Sambesi[5] treffen die Staatsgrenzen von Botswana – Namibia – Sambia einerseits und von Simbabwe – Botswana – Sambia andererseits in einer Entfernung von nur etwa 150 Metern aufeinander.[6] Scheinbar entsteht somit das Vierländereck Botswana – Namibia – Sambia – Simbabwe. Allerdings ist die Grenzziehung umstritten – in einer Variante ist es ein echtes Vierländereck.[7]
- Die Grenze zwischen der aserbaidschanischen Exklave Nachitschewan und der Türkei ist nur etwa 15 Kilometer lang, die Dreiländerecke mit Armenien beziehungsweise dem Iran trennen circa 10 Kilometer Distanz voneinander.
- Am Nordende des Golfes von Aqaba kommen sich die Grenzen von Ägypten, Israel, Jordanien und Saudi-Arabien rund 20 km nahe, wobei die beiden „Dreiländerecke“ im Abstand von rund 10 km mitten im Golf liegen.
- Die Dreiländerecke Afghanistan – Tadschikistan – China und Afghanistan – China – Pakistan liegen rund 40 km voneinander entfernt zwischen dem Pamir- und dem Karakorum-Gebirge. Zwischen beiden Punkten liegt der Wakhjir-Pass, der Afghanistan und China miteinander verbindet.
- Die Dreiländerecke Russland – Kasachstan – China und Russland – China – Mongolei liegen rund 50 Kilometer voneinander entfernt im Altai-Gebirge.[8]

### Gliedstaaten

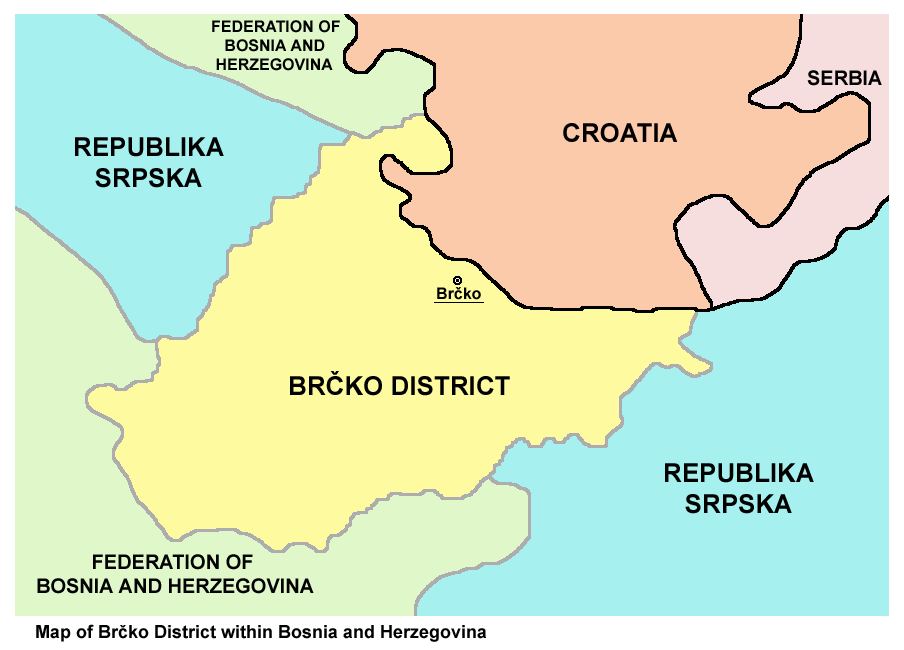
Kroatien und die Republika Srpska teilen nur eine kurze Grenze

- Das Dreiländereck der Republika Srpska und des Brčko-Distrikts (beide in Bosnien-Herzegowina) mit Kroatien ist nur etwa 1 Kilometer vom Dreiländereck Bosnien-Herzegowina – Serbien – Kroatien entfernt. Somit entsteht scheinbar das Vierländereck Brčko-Distrikt (Bosnien-Herzegowina) – Republika Srpska (Bosnien-Herzegowina) – Serbien – Kroatien.

Die zwei „Teile“ der französischen Besatzungszone sind nur auf einer Breite von etwa 2 km verbunden, so wie heute die beiden Landkreise Rastatt und Germersheim

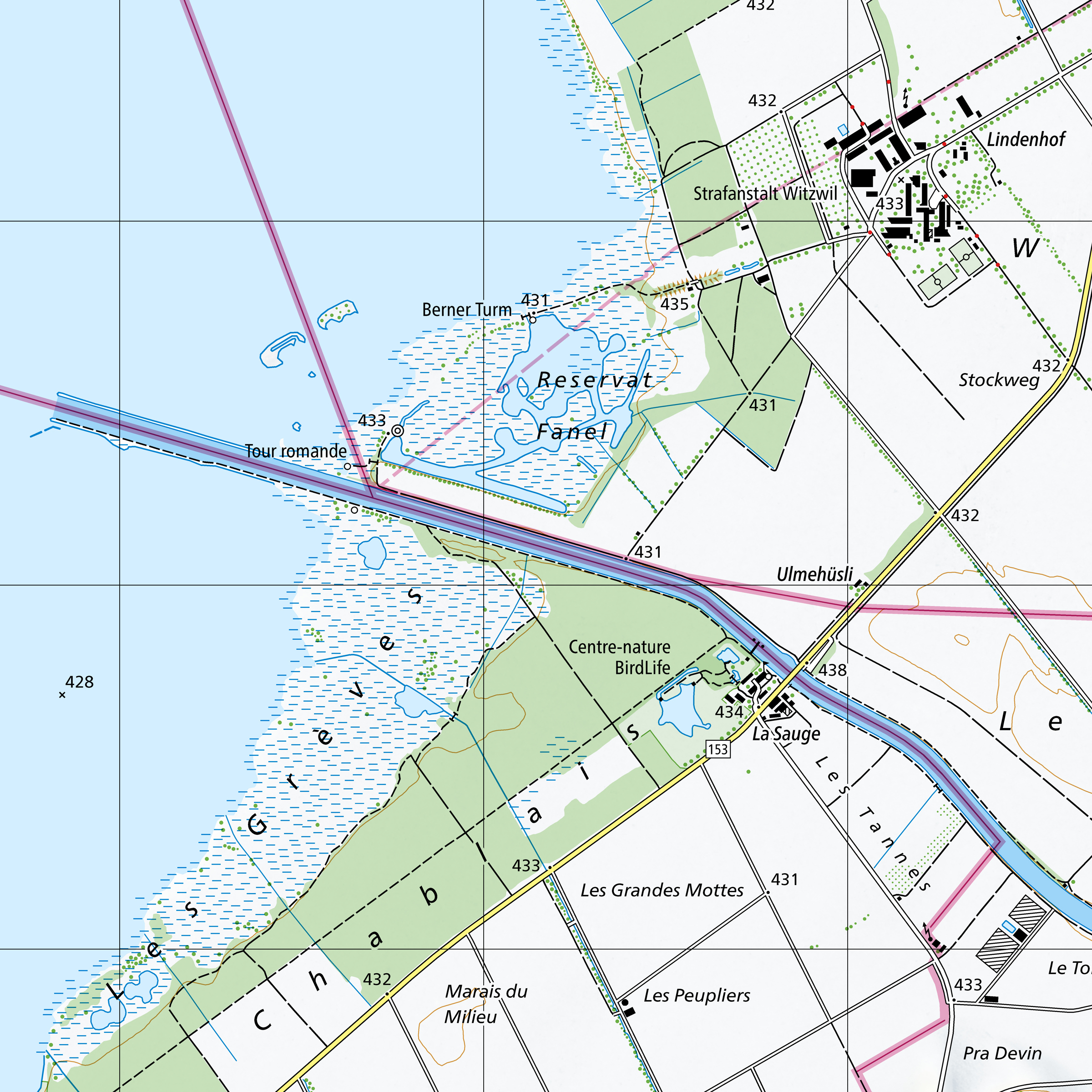
Grenzverlauf im Canal de la Broye

- Die in den Jahren 1945–47 gebildeten deutschen Länder Baden (französische Besatzungszone), Württemberg-Baden (amerikanische Besatzungszone) und Rheinland-Pfalz (französische Besatzungszone) bildeten mit Frankreich nahezu ein Vierländereck am Rhein südwestlich von Karlsruhe; die beiden Grenzpunkte (Frankreich–Baden–Rheinland-Pfalz und Baden–Württemberg-Baden–Rheinland-Pfalz) lagen nur 2,5 Kilometer voneinander entfernt. Diese Situation bestand bis zur Bildung des Landes Baden-Württemberg im Jahr 1952. Heute trennt die Grenze zwischen den ehemaligen Ländern Baden und Württemberg-Baden an dieser Stelle noch die Landkreise Rastatt und Karlsruhe.
- Ein scheinbares Vierländereck zwischen deutschen Bundesländern bestand von 1990 bis 1992: Die Grenzpunkte von Niedersachsen, Mecklenburg-Vorpommern, Sachsen-Anhalt und von Brandenburg, Sachsen-Anhalt, Mecklenburg-Vorpommern lagen nur etwa 3 km voneinander entfernt in der Nähe des Dorfes Jagel an der Elbe. Durch Staatsvertrag zwischen den Ländern Mecklenburg-Vorpommern und Brandenburg änderte sich der Grenzverlauf zwischen beiden Ländern im Bereich der Stadt Lenzen und einiger benachbarter Gemeinden, die zu Brandenburg kamen. Dadurch verschwand das scheinbare Vierländereck; außerdem grenzen jetzt nicht mehr Mecklenburg-Vorpommern und Sachsen-Anhalt, sondern Niedersachsen und Brandenburg aneinander.
- Bei La Ferrière im Kanton Bern finden sich in wenigen hundert Metern Entfernung ein Dreiländereck der Schweizer Kantone Jura und Neuenburg mit Frankreich sowie ein Dreikantoneck der genannten beiden Kantone mit dem Kanton Bern. Die geringe Entfernung des Kantons Bern von Frankreich erweckt auf kleinmaßstäbigen Karten den Eindruck eines Vierländerecks.
- Ein weiteres scheinbares Vierländereck findet sich in der Mündung des Canal de la Broye in den Neuenburgersee: Hier treffen die Kantone Waadt, Bern und Neuenburg zusammen, während die rechte Kanalhälfte bis zur Mündung zum Kanton Freiburg gehört. So finden sich hier in kurzem Abstand zwei Dreikantonecke: Waadt/Neuenburg/Freiburg und Bern/Neuenburg/Freiburg.
- Da der Kanton Zürich im Hochrhein über eine etwa 500 Meter lange Flussgrenze mit der deutschen Enklave Büsingen verfügt, liegen dort die Dreiländerecke Schaffhausen/Zürich/Deutschland und Thurgau/Zürich/Deutschland so nahe beieinander, dass kleinmaßstäbige Karten hier den Anschein eines Vierländerecks hervorrufen können.